# Принцип найменшої дії
При́нцип найме́ншої ді́ї, у фізиці — стверджує, що з усіх можливих шляхів системи у конфігураційному просторі реалізується той, який відповідає мінімальному значенню дії.
Принцип найменшої дії є універсальним фізичним законом і використовується для виведення рівнянь руху.

## Формулювання Гамільтона
У формулюванні Гамільтона, також відомому під назвою принцип Гамільтона — Остроградського, дія дорівнює
{\displaystyle S=\int _{t_{1}}^{t_{2}}{\mathcal {L}}(q_{i},{\dot {q}}_{i},t)dt},
де {\displaystyle {\mathcal {L}}} — функція Лагранжа. Розглядаються всі можливі траєкторії, які починаються в певній точці конфігураційного простору й закінчуються в момент часу {\displaystyle t_{2}}.

## Формулювання Мопертюї
У випадку, коли функція Гамільтона явно не залежить від часу при виконанні закону збереження енергії, для знаходження енергії {\displaystyle {\mathcal {E}}} використовують функцію Лагранжа:
{\displaystyle {\mathcal {L}}=\mathbf {p} \cdot {\dot {\mathbf {q} }}-{\mathcal {E}}},
де {\displaystyle \mathbf {q} } є узагальнені координати a {\displaystyle \mathbf {p} } є узагальнені імпульси.
Через функцію Лагранжа можна записати функціонал дії у вигляді:
{\displaystyle {\mathcal {S}}=\int _{t_{1}}^{t_{2}}{\mathcal {L}}\mathrm {d} t=\int _{t_{1}}^{t_{2}}\mathbf {p} \cdot {\dot {\mathbf {q} }}\mathrm {d} t-{\mathcal {E}}(t_{2}-t_{1})=\mathbf {S} _{0}-{\mathcal {E}}(t_{2}-t_{1})}
де {\displaystyle \mathbf {S} _{0}} означає редуковану (скорочену) дію.
Варіація функціоналу дії {\displaystyle {\mathcal {S}}} дає:
{\displaystyle \delta {\mathcal {S}}=\delta {\mathcal {S}}_{0}-{\mathcal {E}}(\delta t_{2}-\delta t_{1})}
Оскільки варіація дії при постійній енергії приводить до:
{\displaystyle \delta {\mathcal {S}}=-{\mathcal {E}}(\delta t_{2}-\delta t_{1})}
тому варіація редукованої дії буде:
{\displaystyle \delta {\mathcal {S}}_{0}=\delta \int _{k}\mathbf {p} \cdot \mathrm {d} \mathbf {q} =0},
де {\displaystyle k} є крива в фазовому просторі, що сполучає початкову та кінцеву точки руху системи. Оскільки узагальнена координата в загальному випадку є функція залежна від конкретного шляху {\displaystyle s}, тобто {\displaystyle \mathbf {q} =\mathbf {q} (s)}, тому узагальнений імпульс можна переписати як:
{\displaystyle \mathbf {p} =\mathbf {p} \left({\frac {\mathrm {d} \mathbf {q} }{\mathrm {d} t}},\mathbf {q} \right)=\mathbf {p} \left({\frac {\mathrm {d} \mathbf {q} }{\mathrm {d} s}}{\frac {\mathrm {d} s}{\mathrm {d} t}},\mathbf {q} \right)}
Тоді функція Гамільтона може бути подана у вигляді:
{\displaystyle H\left(\mathbf {q} ,{\dot {\mathbf {q} }}\right)=H\left(\mathbf {q} ,{\frac {\mathrm {d} \mathbf {q} }{\mathbf {d} s}}{\frac {\mathrm {d} s}{\mathrm {d} t}}\right)={\mathcal {E}}}
Оскільки швидкість переміщення по шляху {\displaystyle {\frac {\mathrm {d} s}{\mathrm {d} t}}} є повна похідна, тому можливе розділення диференціалів і варіаційний принцип може бути записаний у вигляді:
{\displaystyle \delta \int {\mathcal {F}}\left(\mathbf {q} ,{\frac {\mathrm {d} \mathbf {q} }{\mathrm {d} s}},{\mathcal {E}}\right)\mathrm {d} s=0}
Таким чином, траєкторія руху системи {\displaystyle \mathbf {q} (s)} залежить від повної енергії {\displaystyle {\mathcal {E}}}. Враховуючи загальний вираз для функції Лагранжа {\displaystyle {\mathcal {L}}=a_{ij}\left(q^{k}\right){\dot {q}}^{i}{\dot {q}}^{j}-V(q^{k})}, тоді підінтегральна функція приймає вигляд:
{\displaystyle {\mathcal {F}}={\sqrt {2({\mathcal {E}}-V)a_{ik}{\frac {\mathrm {d} q^{i}}{\mathrm {d} s}}{\frac {\mathrm {d} q^{k}}{\mathrm {d} s}}}}}
де {\displaystyle V} i {\displaystyle a_{ik}} залежні від {\displaystyle q^{j}}.
Доцільно привести більш наглядний математичний вираз для Принципу Моперт'юї у випадку однієї матеріальної частки:
{\displaystyle {\mathcal {S}}_{0}\ {\stackrel {\mathrm {def} }{=}}\ \int \mathbf {p} \cdot d\mathbf {q} =\int ds{\sqrt {2}}{\sqrt {E_{tot}-V(\mathbf {q} )}}}
оскільки кінетична енергія {\displaystyle T=E_{tot}-V(\mathbf {q} )} рівна постійній повній енергії {\displaystyle E_{tot}} мінус потенціальній енергії {\displaystyle V(\mathbf {q} )}.
Дія дорівнює
{\displaystyle W=\int _{q_{1}}^{q_{2}}\sum _{j}p_{j}dq_{j}}.
Розглядаються траєкторії, що починаються в певній точці координаційного простору {\displaystyle q_{1}} і закінчуються в іншій наперед вибраній точці координаційного простору {\displaystyle q_{2}} незалежно від часу, якого вимагає подолання шляху між двома точками.

## Варіація
Для того, щоб знайти траєкторію системи у конфігураційному просторі, необхідно перебрати усі можливі траєкторії руху й вибрати той, для якого дія буде найменшою.
Робиться це таким чином.
Спочатку розглядається довільна траєкторія {\displaystyle q_{i}(t)}. Потім додається довільне мале відхилення (варіація) від цієї траєкторії {\displaystyle \delta q_{i}(t)}, таке, щоб {\displaystyle \delta q_{i}(t_{1})=\delta q_{i}(t_{2})=0}. Обчислюється дія для обох траєкторій і знаходиться різниця між отриманими значеннями.
{\displaystyle \delta S=\int _{t1}^{t2}{\mathcal {L}}(q_{i}+\delta {q}_{i},{\dot {q}}_{i}+\delta {\dot {q}}_{i},t)dt-\int _{t1}^{t2}{\mathcal {L}}(q_{i},{\dot {q}}_{i},t)dt}.
Траєкторія буде реалізуватися тоді, коли ця різниця буде додатною.
Враховуючи те, що відхилення мале, функцію Лагранжа можна розкласти в ряд Тейлора, відкидаючи усі квадратичні й вищі члени.
Таким чином отримують диференційне рівняння Лагранжа (або Ейлера-Лагранжа)
{\displaystyle {\frac {d}{dt}}{\frac {\partial {\mathcal {L}}}{\partial {\dot {q_{i}}}}}-{\frac {\partial L}{\partial q_{i}}}=0},
справедливе тоді, коли всі сили в механічній системі потенціальні.
Ця процедура називається варіаційною процедурою. Вона є стандартним методом виведення диференційних рівнянь з інтегральних законів.